# Bouškaïta
La bouškaïta és un mineral de la classe dels sulfats. Rep el nom en honor de Vladimír Bouška (11 d'abril de 1933, Horusice u Veselí nad Lužnicí - 24 de juliol de 2000, Praga, República Txeca), mineralogista, geoquímic i professor de la Universitat Charles, a Praga. Va escriure centenars d'articles sobre diferents temes de mineralogia i diversos camps relacionats.

## Característiques
La bouškaïta és un sulfat de fórmula química (MoO₂)₂O(SO₃OH)₂(H₂O)₄. Va ser aprovada com a espècie vàlida per l'Associació Mineralògica Internacional l'any 2019, sent publicada per primera vegada el mateix any. En el moment del se descobriment va ser el primer mineral de sulfat de molibdè. Cristal·litza en el sistema triclínic. La seva duresa a l'escala de Mohs és 2.
Les mostres que van servir per a determinar l'espècie, el que es coneix com a material tipus, es troben conservades al departament de mineralogia i petrologia del Museu Nacional de Praga, a la República Txeca, amb el número de catàleg: p1p 24/2018, i al Museu d'Història Natural del Comtat de Los Angeles, a Los Angeles (Califòrnia) amb el número de catàleg: 66776.

## Formació i jaciments
Va ser descoberta a les escombreres de la mina Lill, situada al dipòsit de Černojamské, al districte de Příbram (Bohèmia Central, República Txeca), on es troba en forma de fibres disposades aleatòriament o radialment, de fins a 7 mm de longitud, formades per múltiples intercreixements subparal·lels de fulles molt estretes sobre una ganga de quars alterada. Es tracta de l'únic indret de tot el planeta on ha estat descrita aquesta espècie mineral.